# Ellobioidea
Ellobioidea zijn een superfamilie van longslakken.

## Taxonomie
De volgende familie is bij de superfamilie ingedeeld::
- Ellobiidae Pfeiffer, 1854 (1822)
  - = Auriculidae Férussac, 1822
  - = Melampidae Stimpson, 1851
- Otinidae H. Adams & A. Adams, 1855
- Trimusculidae J. Q. Burch, 1945 (1840)
  - = Gadiniidae Gray, 1840